# Makoba
Makoba è una circoscrizione rurale (rural ward) della Tanzania situata nel distretto di Kaskazini B, regione di Zanzibar Nord. Conta una popolazione di 3 477 abitanti (censimento 2012).